# Anne-Sophie de Reventlow
Titre
Reine consort de Danemark et de Norvège
4 avril 1721 – 12 octobre 1730
(9 ans, 6 mois et 8 jours)
Anne-Sophie de Reventlow, (en danois : Anna Sophie af Danmark-Norge), reine consort de Danemark et de Norvège, épouse du roi Frédéric IV de Danemark.

## Biographie
Anne-Sophie de Reventlow est née le 16 avril 1693 au château Clausholm dans le Jutland (royaume de Danemark-Norvège), dans une famille de la noblesse immémoriale du Mecklembourg et du Holstein. Elle était la fille du comte Conrad de Reventlow, grand chancelier de Danemark, et de Sophie Amalie von Hahn.
le 4 avril 1721, elle devient reine consort de Danemark en épousant le roi Frédéric IV de Danemark. De leur union naissent six enfants tous morts en bas âge.
À la mort du roi Frédéric IV de Danemark, elle est chassée de Copenhague par son beau-fils, le roi Christian VI, et termine le reste de sa vie au château familial de Clausholm.

## Titres et honneurs

### Titulature
- 16 avril 1696 — 4 avril 1721 : La comtesse Anne-Sophie de Reventlow
- 4 avril 1721 — 12 octobre 1730 : Sa Majesté la reine de Danemark et de Norvège
- 12 octobre 1730 — 7 janvier 1743 : Sa Majesté la reine Anne-Sophie

### Armes et monogramme

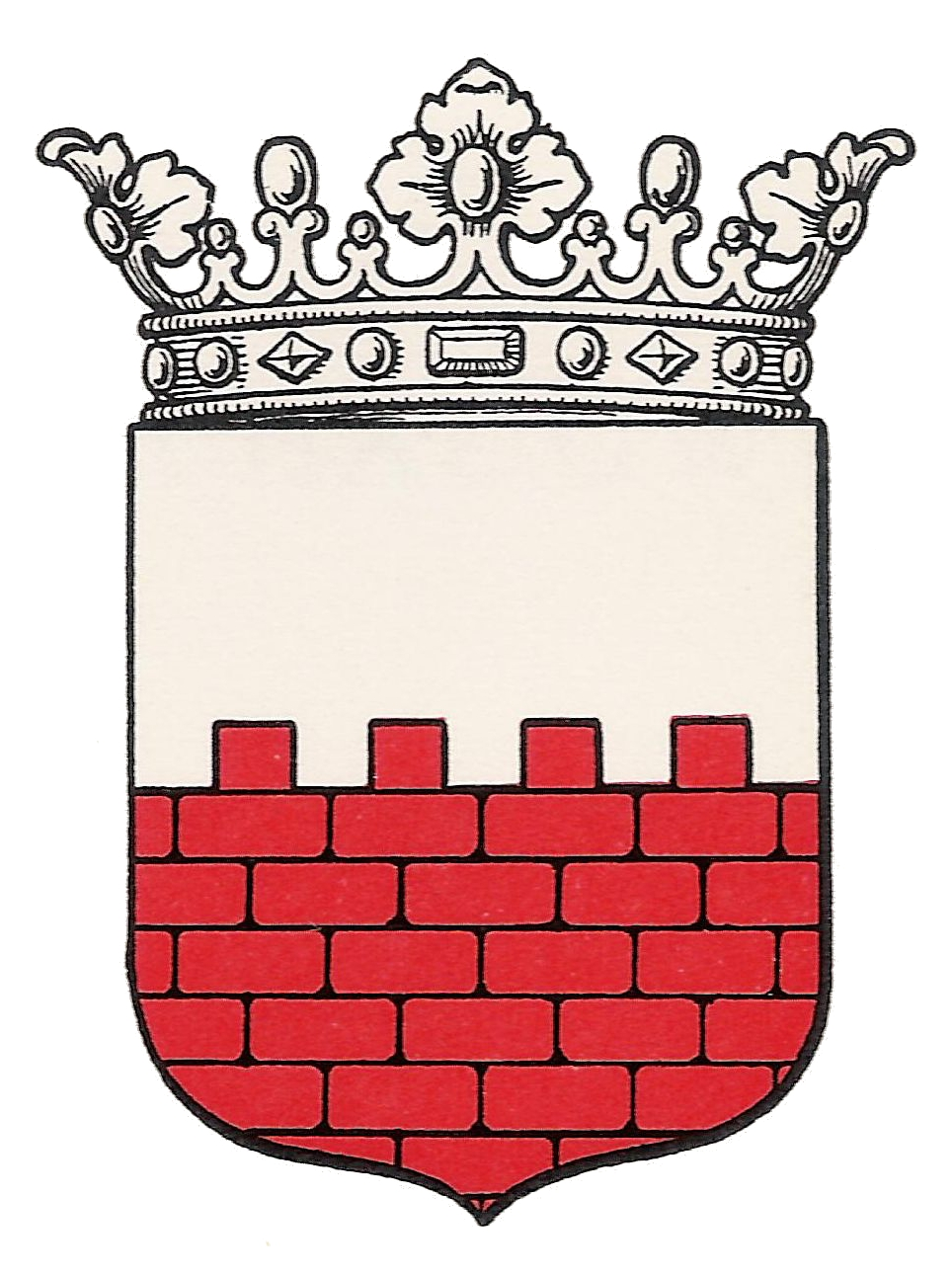
Armoiries de la famille de Reventlow.
Monogramme de la reine Anne-Sophie.

## Sources
- (en) Cet article est partiellement ou en totalité issu de l’article de Wikipédia en anglais intitulé « Anne Sophie Reventlow » (voir la liste des auteurs).